# Julie Winnefred Bertrand
Julie Winnefred Bertrand (16 septembre 1891 – 18 janvier 2007), fut la femme la plus âgée au monde et la deuxième personne la plus âgée après Emiliano Mercado del Toro, son aîné de 26 jours. Elle conservera ce titre du 11 décembre 2006 jusqu'à la fin de ses jours à l'âge de 115 ans et 124 jours.

## Biographie
Née le 16 septembre 1891 à Coaticook dans le sud du Québec. Elle était l'aînée des six enfants de Napoléon Bertrand, fabricant de harnais, et de Julia Mullins. 
Elle a travaillé comme acheteuse et vendeuse, puis à déménager à Montréal pour s'occuper de ses parents. 
Julie Winnefred Bertrand ne s'est jamais mariée et n'a pas eu d'enfant.
On raconte qu'un de ses prétendants aurait été l'ancien premier ministre du Canada, Louis St-Laurent, originaire du village voisin. 
Elle résida, à partir de ses 80 ans, dans une maison de retraite à Montréal. 

### Longévité
Elle accéda au titre de femme la plus âgée au monde à la suite du décès d'Elizabeth Bolden et fut la deuxième personne en vie la plus âgée dont l'âge avait pu être attesté par une documentation fiable. Elle n'était alors que 26 jours plus jeune que le doyen de l'humanité, le portoricain Emiliano Mercado del Toro, lui aussi né en 1891.
Julie Winnefred Bertrand s'est éteinte dans un foyer de retraite de Montréal le 18 janvier 2007. Ce fut alors l'Américaine Emma Tillman, 114 ans, qui lui succéda au titre de femme la plus âgée du monde (honneur qu'elle ne conservera que 10 jours).
Elle est la troisième personne la plus âgée à avoir vécu au Canada, après Marie-Louise Meilleur, ancienne doyenne de l'humanité, décédée à 117 ans, et Mary Ann Rhodes, décédée à l'âge de 115 ans.